# Griekse poelkikker
De Griekse poelkikker, ook wel epirusmeerkikker, (Pelophylax epeiroticus) is een kikker uit de familie echte kikkers (Ranidae).

## Naam en indeling
De soort werd voor het eerst wetenschappelijk beschreven door Hans Schneider, Theodora Sofianidou en Pasqualina Kyriakopoulou-Sklavounou in 1984. Oorspronkelijk werd de wetenschappelijke naam Rana epeirotica gebruikt. De soort werd tot 1990 beschouwd als een ondersoort van de Griekse beekkikker (Rana graeca). De wetenschappelijke soortnaam Epiroticus slaat op de natuurlijke verspreiding van de kikker binnen Griekenland in de streek Epirus.

## Uiterlijke kenmerken
De mannetjes worden ongeveer 7,5 centimeter lang, de vrouwtjes worden gemiddeld iets groter dan 8 cm. De kleur is groen tot bruin, met grote donkere luipaardachtige vlekken en drie lichtere lengtestrepen op de rug die soms moeilijk te zien zijn of ontbreken. De twee huidplooien aan weerszijden van de rug (dorsolaterale lijsten) zijn aanwezig maar smaller als bij andere soorten uit het geslacht Rana. De kwaakblazen van de mannetjes zijn buiten de paartijd groenig gekleurd, in de paartijd kleuren ze donkergrijs tot zwart.

## Algemeen
De Griekse poelkikker komt voor in een smalle kuststrook van uiterst westelijk Griekenland, ten westen van het Pindosgebergte. De naam is afkomstig van het Griekse regio Epirus. Het is een typische bewoner van de laaglanden hier, de soort is niet hoger dan 500 meter boven zeeniveau aangetroffen. De habitat bestaat uit diverse typen wateren, van kanalen tot rivieren, maar altijd met een dichte oevervegetatie om in te schuilen en te jagen op kleine ongewervelden als insecten. De kikker komt samen voor met de meerkikker, en kan zich ook kruisen met deze soort. Bij bedreiging zoekt de kikker een schuilplaats op het land, veel andere soorten vluchten juist het water in.